# Rovina, Smolean
Rovina (în bulgară Ровина) este un sat în comuna Smolean, regiunea Smolean,  Bulgaria. 

## Demografie
Componența etnică a satului Rovina
     Bulgari (6,08%)
     Nicio identificare (93,91%)
     Altele (0%)
La recensământul din 2011, populația satului Rovina era de 115 locuitori. Nu există o etnie majoritară, locuitorii fiind  și bulgari (6,08%). Pentru 93,91% din locuitori nu este cunoscută apartenența etnică.